# NGC 5700
NGC 5700 ist eine 14,4 mag helle Balkenspiralgalaxie vom Hubble-Typ SBbc im Sternbild Bärenhüter. Sie ist schätzungsweise 102 Millionen Lichtjahre von der Milchstraße entfernt und hat einen Durchmesser von etwa 30.000 Lj.
Das Objekt wurde am 4. Mai 1877 von Lawrence Parsons entdeckt.